# ريتشارد جيمس سيمبسون
ريتشارد جيمس سيمبسون (بالإنجليزية: Richard James Simpson)‏ هو موسيقي ومغن مؤلف أمريكي، ولد في 16 مارس 1967 في لوس أنجلوس في الولايات المتحدة.

## روابط خارجية
- ريتشارد جيمس سيمبسون على موقع أول ميوزيك (الإنجليزية)
- ريتشارد جيمس سيمبسون على موقع ديسكوغز (الإنجليزية)